# Luke Combs
Luke Albert Combs é um cantor e compositor norte-americano de música country.